# ジョン・マッジ

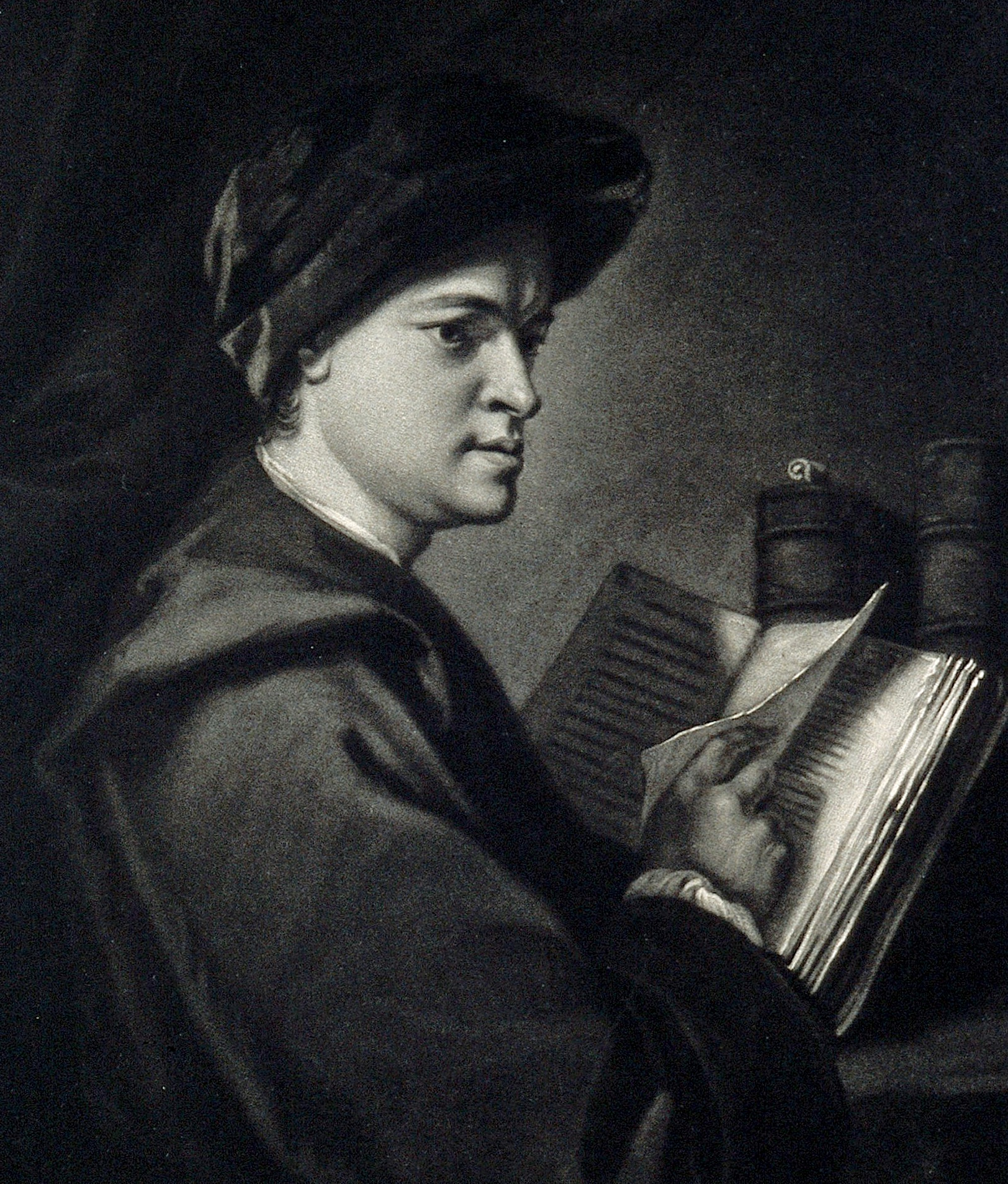
John Mudge

ジョン・マッジ（John Mudge、1721年 -  1793年3月26日）はイギリスの医師で、アマチュアの望遠鏡の製作者である。1777年に望遠鏡用の反射鏡の製作に関する論文でコプリ・メダルを受賞した。

## 生涯
デヴォン州のBidefordで牧師の息子に生まれた。プリマス病院で医学を学んだ。ロンドンへの招きを断り、プリマスで一生を過ごし、外科医として働き、1784年にキングズ・カレッジから医学の学位を得た。有名な画家、ジョシュア・レノルズの家族と付き合い、レノルズを訪れたサミュエル・ジョンソンとも親交を結び医師として助言するなど、当時の知識人たちと付き合った。
1777年5月29日、王立協会の会員に選ばれ、反射望遠鏡用の大きな放物面鏡を製作するための合金の成分や研削研磨する技術に関する論文によってコプリ・メタルを受賞した。この論文はフィロソフィカル・トランザクションズに掲載され、ジョン・プリングルらによって引用された。仕事の余暇に望遠鏡の製作を行い、200倍の大きな望遠鏡2台を製作し、1台はドイツの外交官で天文学者のハンス・モーリッツ・フォン・ブリュールに譲られ、後にゴータ天文台の所有となり、もう1台は息子のウィリアム・マッジが所有した。
医学の分野では1777年にリチャード・ミードらの天然痘に対する研究を記述した著書を出版し、1778年に呼吸器疾患を治療する器具に関する著書を出版した。